# 孔缄
孔緘（?—?），祖籍曲阜（今山東曲阜）。 
祖孔戣，官给事中。孔孺之子。長兄孔緯為大中十三年（859年）狀元，堂兄孔纁為咸通十四年（873年）狀元。孔緘則於唐僖宗乾符三年（876年）丙申科狀元及第。同榜有鄭谷、高蟾等。事蹟失考。